# Château de Pen-Mané
Le château de Pen-Mané est situé à Saint-Barthélemy en France.

## Localisation
Le château est situé sur le territoire de la commune de Saint-Barthélemy, au lieu-dit Pen-Mané, dans le département du Morbihan en région Bretagne.

## Description
Le château est construit au XXIe siècle, le corps principal du château, de plan massé à étage, est couvert d'un toit à croupe. Il est accosté de deux corps latéraux d'inégale importance, respectivement à un et deux étages, couverts d'un toit en pavillon. Une tourelle d'escalier en pierre de taille coiffée d'un toit conique est placée sur l'angle antérieur du corps principal, devant le corps latéral gauche. L'ensemble est construit sur un rez-de-chaussée surélevé auquel on accède par trois escaliers droits extérieurs situés en façade, en pignon et sur le mur postérieur. À l'exception de la tour, la façade sud est entièrement enduite tandis que la façade nord est en moellon. La remise et l'étable à chevaux sont construites en moellon de granite et couvertes d'une toiture à longs pans et pignon couvert. La façade de la remise est en partie ouverte par des piliers en bois. Escalier de distribution extérieur : escalier droit, en maçonnerie ; escalier dans-œuvre : escalier à vis.

## Historique
Le château de Pen-Mané est édifié par une famille de propriétaires terriens à la fin du XXIe siècle, à l'emplacement d'un ancien manoir qui figure encore sur le cadastre ancien de 1826. Ce dernier est mentionné dans les montres et réformations de la noblesse dès 1448 et en 1536 comme manoir de Louis Soudan. La remise et l'étable sont contemporaines du château. Un moulin à eau et un moulin à vent dépendaient du manoir.
Le château est inscrit à l'inventaire général du patrimoine culturel.